# Rua Marquês de Riestra
A rua Marquês de Riestra é uma rua central da cidade espanhola de Pontevedra, situada na primeira zona de expansão da cidade no século XIX, que corre longitudinalmente paralela ao Parque das Palmeiras no seu lado oriental. É uma das principais ruas do centro da cidade de Pontevedra.

## Origem do nome
Desde 1950, a rua é dedicada a José Riestra López, primeiro Marquês de Riestra (1853-1923), grande benfeitor de Pontevedra. Entre outras iniciativas, foi responsável pela chegada da eletricidade à cidade em 1888 e do elétrico em 1889, assim como de diversas fábricas e empresas (as primeiras fábricas de eletricidade da Galiza em 1888 na praça da Verdura  e a primeira fábrica de cerâmica em 1895 em A Barca, bem como o Banco Riestra), melhorando as ruas da cidade e apoiando a construção de edifícios institucionais. Dedicou parte do seu capital à cidade e também doou o seu solar e a propriedade de A Caeira para que fosse convertida num grande hospital para os soldados repatriados de Cuba e das Filipinas após a Guerra Hispano-Americana.

## História
Em 1853, a atual Rua Marquês de Riestra era um caminho que ia desde a antiga Porta de São Domingos das muralhas de Pontevedra, na Praça de Espanha, até ao campo de São José, na atual Praça de São José. A partir desta data, com a primeira expansão da cidade, este caminho foi sendo progressivamente urbanizado, até se consolidar finalmente como rua por volta de 1880, fazendo parte da primeira expansão da cidade fora da antiga zona fortificada. A Câmara Municipal de Pontevedra pôs à venda o alinhamento de terrenos em frente à rua Riestra provenientes da herdade dominicana, que tinham sido adquiridos em leilão.
Em 21 de dezembro de 1880, a Câmara Municipal de Pontevedra decidiu dar o nome do político liberal Francisco Antonio Riestra Vallaure (pai do Marquês), falecido em Madrid, à rua que vai desde os jardins da Alameda até ao final do antigo recinto de feiras, pelo seu espírito empreendedor e por ter realizado a maior parte das primeiras obras de expansão da cidade a partir de 1860.
Nestas novas zonas da primeira expansão de Pontevedra ergueram-se edifícios que, pela sua forma e função, reforçaram o projeto de restauração burguesa, representando a nova Pontevedra. Em 1896, o editor, jornalista e político Andrés Landín Varela construiu um edifício no número 7, no rés do chão do qual instalou uma tipografia e uma livraria, bem como a sua casa no primeiro andar. Em 1905, Manuel Martínez Bautista, um indiano proveniente de Cuba, concluiu as obras do palacete Villa Pilar, situado no lado esquerdo da rua (com fachada posterior com vista para o Parque das Palmeiras).
Em 1927, a demolição dos locais de uma garagem do lado direito da rua foi imposta para permitir a abertura total da nova rua General Gutiérrez Mellado, que dava acesso à Rua Riestra a partir da rua Michelena. As últimas casas que impediam a abertura da nova rua já tinham sido expropriadas e demolidas em maio de 1927, embora as instalações da garagem da rua Riestra só tenham sido demolidas em 1930.
Em 1950, a rua passou a chamar-se Marquês de Riestra, título concedido pelo rei Afonso XIII de Espanha a José Riestra López em 4 de fevereiro de 1893 por decreto real. A passagem de Riestra a partir da rua Michelena foi denominada rua da Marquesa, em referência à esposa do Marquês de Riestra, María Calderón Ozores, filha do Conde de San Juan. Em 1965, foram inauguradas as galerias Vázquez Lescaille, desde a rua General Gutiérrez Mellado até à rua Marquês de Riestra.
Em 2006, o primeiro troço da rua, desde a praça de Espanha até à rua General Gutiérrez Mellado, foi remodelado e passou a ser pedonal.

## Descrição

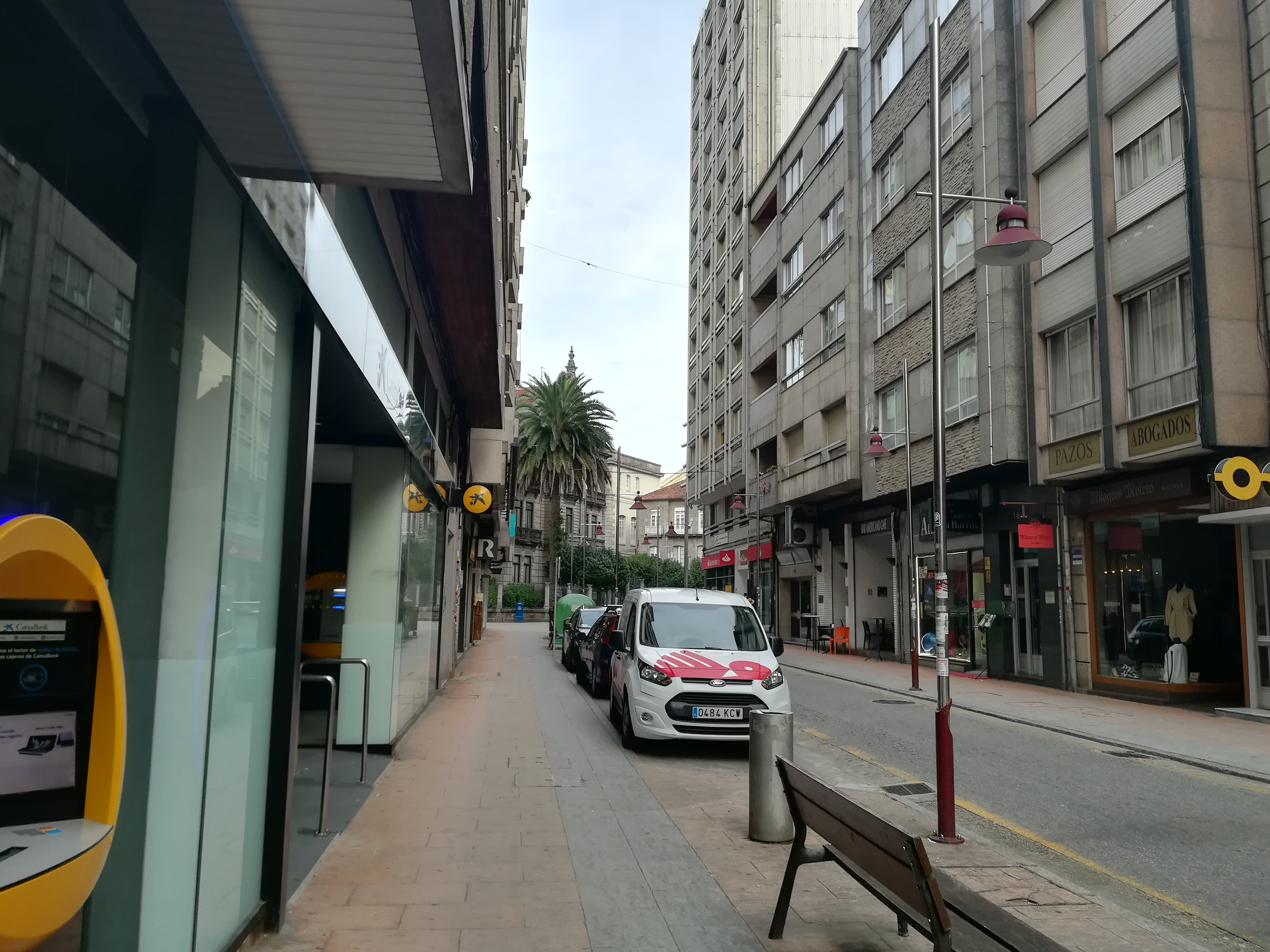
Secção sudeste da rua.

A Marquês de Riestra é uma rua de 260 metros de comprimento, situada na primeira zona de expansão urbana da cidade, que segue um eixo norte-sudeste e está dividida em dois troços: um troço pedonal pavimentado, desde a praça de Espanha até à rua General Gutiérrez Mellado, e outro troço virado a sudeste, desde a rua Gutiérrez Mellado até à praça de São José, com dois passeios e uma faixa central para o trânsito.
É uma rua essencialmente plana, com uma largura média de 11 metros. Para aqui convergem, de norte a sul, a rua pedonal da Marquesa, a rua General Gutiérrez Mellado, do lado direito, e as pequenas ruas de Fray Tomás de Sarria e Enrique Labarta, de ambos os lados do jardim da mansão Villa Pilar.
Trata-se de uma rua muito comercial e de serviços, com numerosas lojas, cafés e agências bancárias. No início, no cruzamento com a Gran Vía de Montero Ríos, encontra-se a abside das ruínas góticas do antigo convento e igreja de São Domingos, junto a um calvário de pedra que se encontrava no átrio da antiga igreja medieval de São Bartolomeu antes da sua demolição. A meio da rua encontra-se a Villa Pilar, uma mansão eclética construída em 1905.

## Edifícios notáveis

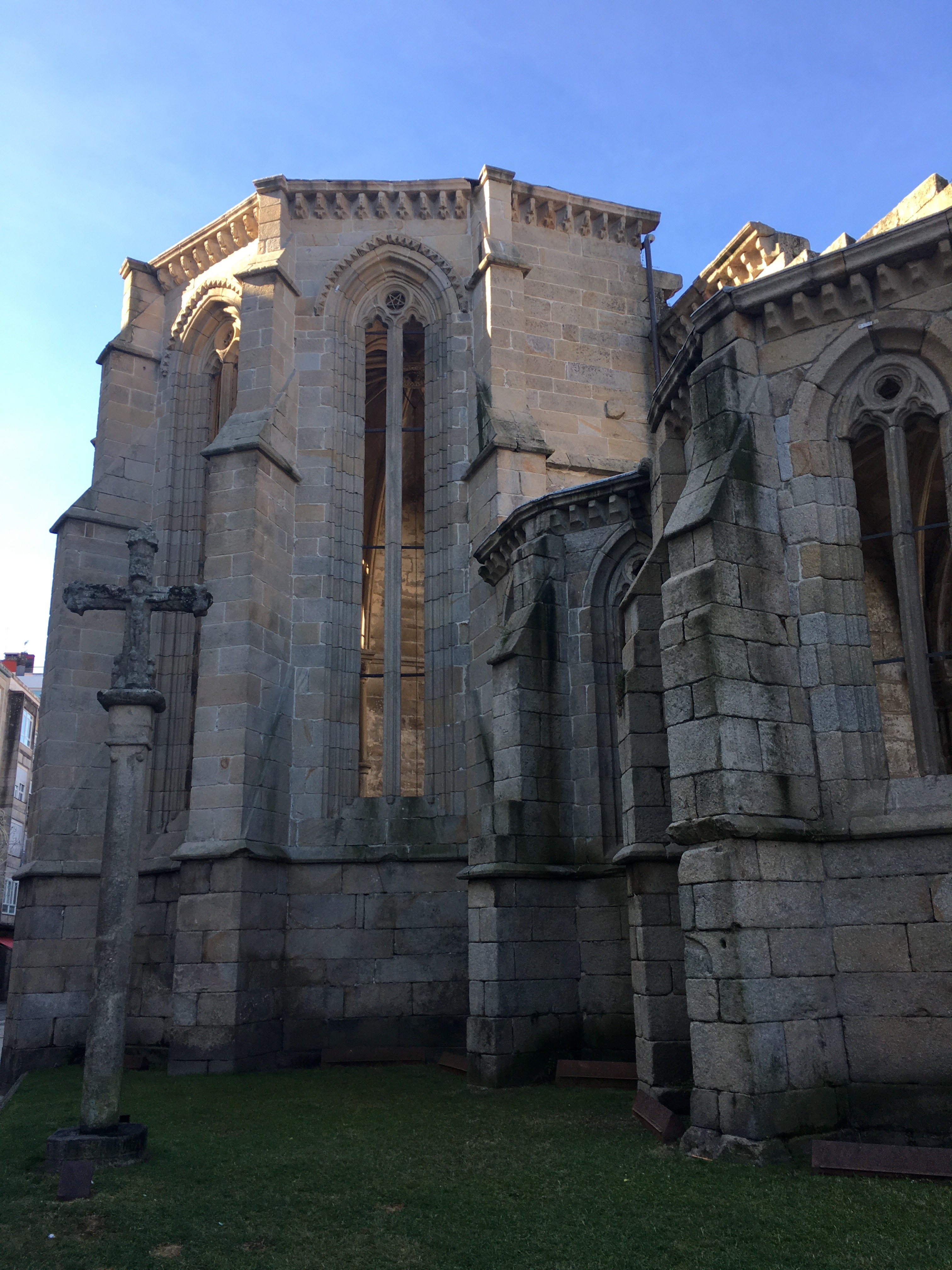
Transepto gótico e absides nas ruínas da igreja de São Domingos.

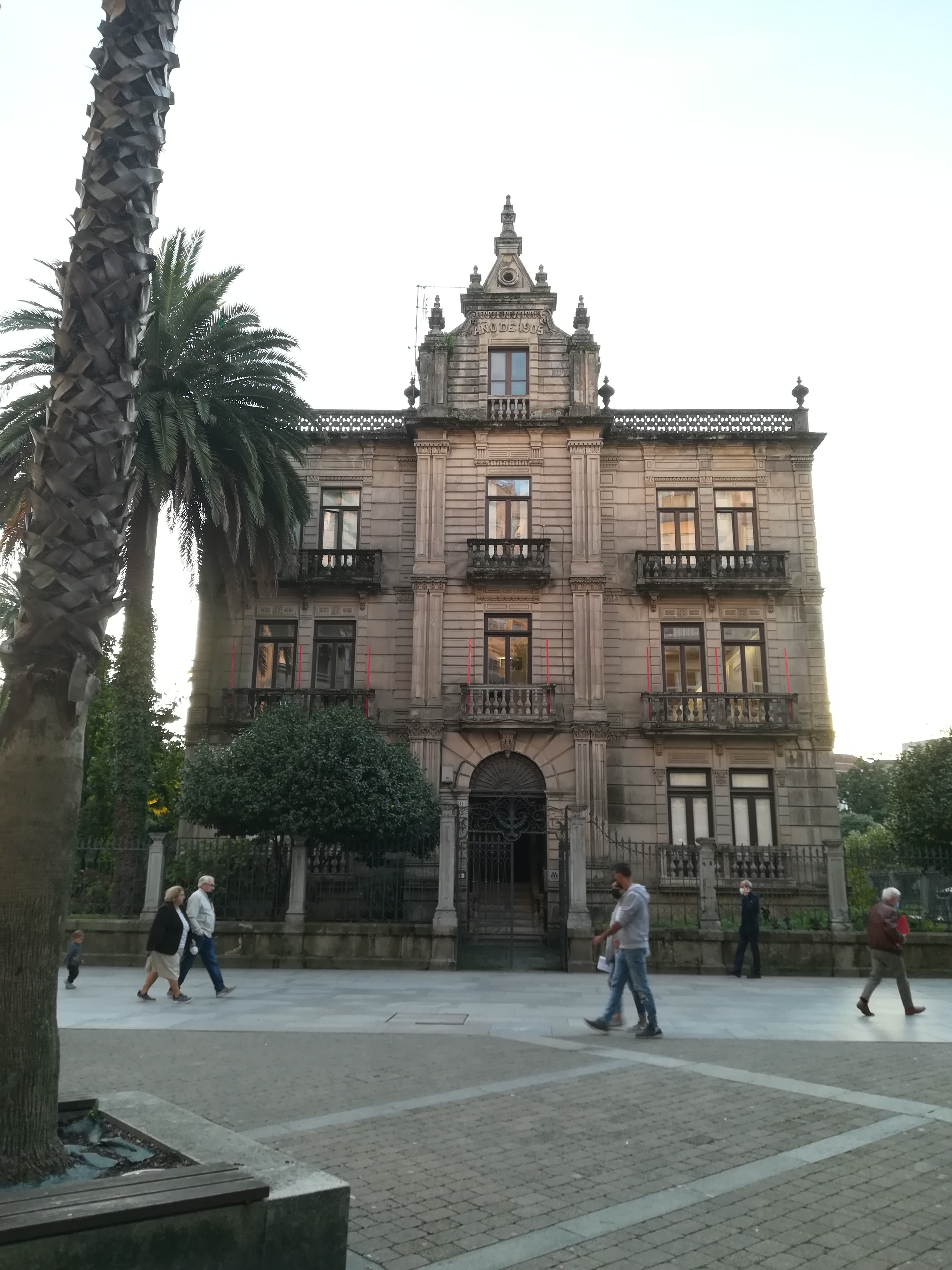
Villa Pilar no número 11.

No início da rua Marquês de Riestra, as ruínas do Convento de São Domingos são os restos de um convento e de uma igreja gótica do século XIV. Atualmente, juntamente com outros cinco edifícios, formam o Museu Provincial de Pontevedra e foram declarados Bem de Interesse Cultural em 1895. Apenas resta a abside, com cinco capelas absidais correspondentes ao braço transversal do transepto, que constituem o exemplo mais puro da arquitetura gótica na Galiza.
No número 11, encontra-se a mansão Villa Pilar. A sua construção iniciou-se em 1899 e foi concluída em 1905. O edifício é de estilo eclético, Art nouveau, com três andares e um só corpo. Tem uma semi-cave, três andares e um sótão. A sua traça arquitetónica inclui bossagens contínuas e balaustradas à inglesa em todas as varandas de betão, uma inovação para a época. O edifício integra-se harmoniosamente nos seus arredores, pois está rodeado por um pequeno jardim privado com palmeiras, fechado por um portão de ferro forjado. O acesso ao interior do edifício faz-se através de escadas em mármore de Carrara no primeiro andar e de escadas em madeira nos pisos seguintes. A disposição dos vários andares reflecte o estilo de vida da burguesia de finais do século XIX.
As casas de pedra entre as ruínas do convento de São Domingos e a mansão de Villa Pilar, entre os números 13 e 21, são típicas da primeira expansão de Pontevedra no século XIX, como as da rua da Oliva. Têm um rés do chão e dois andares superiores, com varandas no primeiro andar e galerias no segundo, ou com varandas em ambos os andares.
No número 3 da rua Marquês de Riestra, na esquina da rua Pastor Díaz e com a entrada principal no número 7 da rua Arquiteto de la Sota, ergue-se um edifício residencial racionalista de 7 andares, projetado pelo arquiteto Alejandro de la Sota em 1970, único na Galiza. O edifício de betão acastanhado incorpora galerias nas suas fachadas, tem uma entrada reduzida às suas linhas essenciais e dispõe de um sótão rodeado por um jardim.
No número 30 da rua da Oliva, na esquina com a rua Marquês de Riestra, ergue-se um edifício racionalista de 1930 da autoria do arquiteto Emilio Salgado Urtiaga.

### Artigos relacionados
- Villa Pilar
- Ruínas do Convento de São Domingos
- Ensanche-Centro da cidade
- Mansão do Marquês de Riestra
- Rua Michelena